# Cis vestitus
Cis vestitus es una especie de coleóptero de la familia Ciidae.

## Distribución geográfica
Habita en Francia.